# Juan José Cardona
Juan José Cardona (Arucas, Gran Canaria, Canarias, 28 de septiembre de 1962) es un político español. Fue alcalde de Las Palmas de Gran Canaria entre el 11 de junio de 2011 y el 13 de junio de 2015.

## Trayectoria
En el año 1986 se licencia en Derecho en la Universidad Complutense de Madrid. Desde 1986, hasta 1995 ejerce de abogado, profesión que llevó a cabo junto con la de secretario general de la Confederación de Empresarios en 1991. Es en 1991 cuando se afilia como militante al Partido Popular en la ciudad de Las Palmas de Gran Canaria.

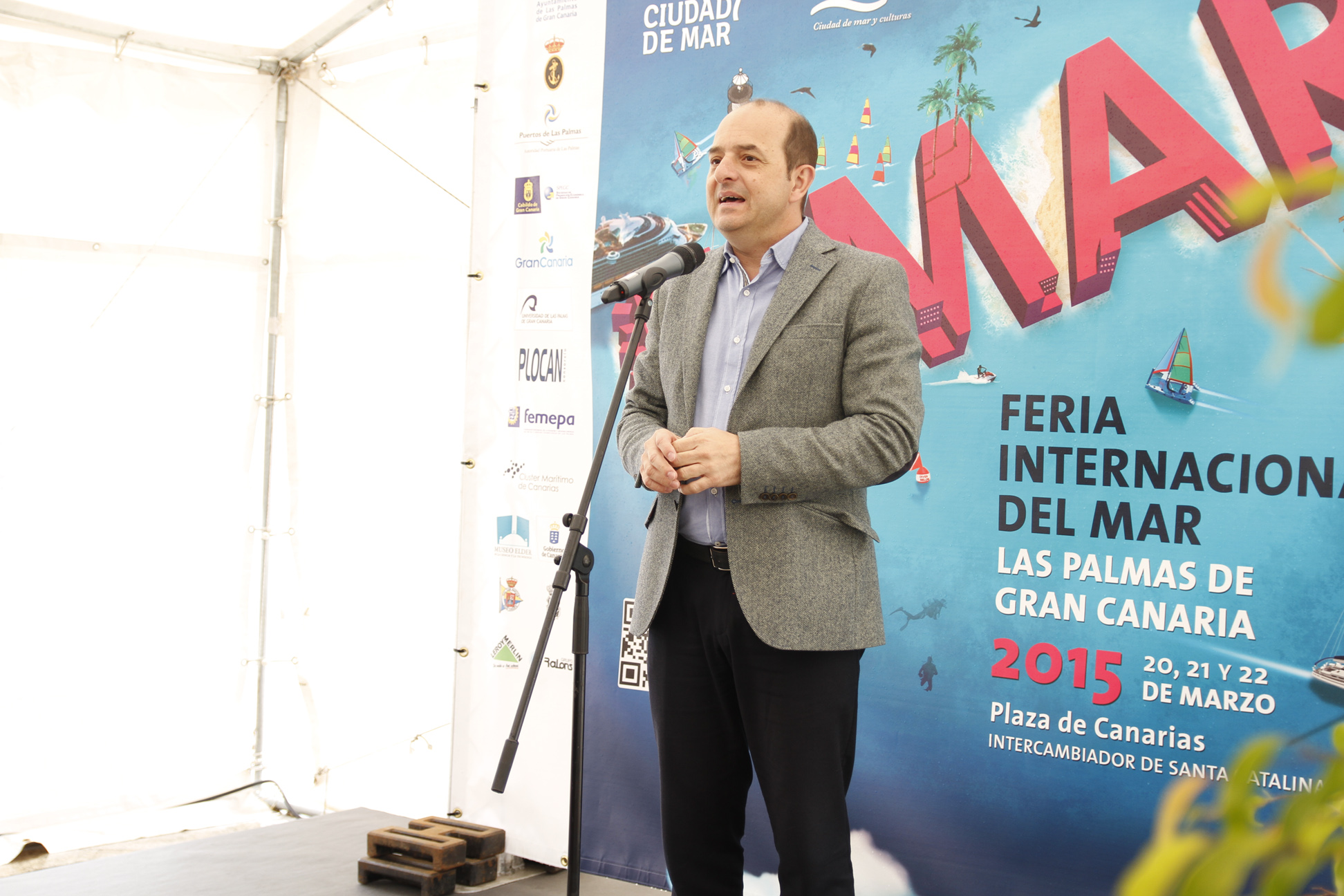
J. J. Cardona inaugurando la Feria FIMAR 2015 durante su etapa como alcalde de Las Palmas GC

Es en junio de 1995 cuando ejerce como concejal en el Ayuntamiento de Las Palmas de Gran Canaria, durante este periodo de tiempo ejerce de tercer teniente de Alcalde y concejal de Tráfico, Aparcamientos y Transportes, hasta el año 1996, año en el que asume las áreas de Organización, Tráfico y Seguridad. Juan José repite por segunda vez en las filas del Partido Popular en Las Palmas de Gran Canaria. Entre los años de 1999 y 2003, ocupó el área de Urbanismo y Aparcamientos y fue tercer teniente de Alcalde por segundo mandato consecutivo en su carrera política.
También ocupa otros cargos entre los que cabe destacar el ser representante de la corporación en la Zona Franca del Puerto de La Luz, también como miembro del Consejo de Administración de Gestur y Visocan; de la Caja de Canarias, en la Fundación Auditorio Alfredo Kraus y en el Consejo de Administración de la Autoridad Portuaria.
Entre los años de 2000 a 2004 es presidente insular del Partido Popular en Gran Canaria y, en 2003, decide comenzar su avance en la política en el Cabildo Insular de Gran Canaria, donde ejerció de vicepresidente y consejero de Turismo y presidente del Patronato de Turismo entre los años de 2003 y 2007.
Desde el 11 de junio de 2011 y el 13 de junio de 2015 fue alcalde de Las Palmas de Gran Canaria.
El 30 de abril de 2018 fue designado por el Partido Popular y Coalición Canaria como presidente de la Autoridad Portuaria de Las Palmas, relevando así al socialista Luis Ibarra.
Abandonó el PP a finales de 2024, tras haber criticado duramente en la campaña de las elecciones municipales de 2023 a la candidata popular, Jimena Delgado, en favor de su compañero de listas y actual viceconsejero de Deportes del Gobierno de Canarias, Ángel Sabroso. Se incorporó a Coalición Canaria en diciembre de 2024, coincidiendo con el brindis anual de Navidad de la formación nacionalista.